# Verwaltungsgemeinschaft Saale-Elster-Aue
Die Verwaltungsgemeinschaft Saale-Elsteraue war eine Verwaltungsgemeinschaft im Landkreis Merseburg-Querfurt in Sachsen-Anhalt.

## Geschichte
Die Verwaltungsgemeinschaft Saale-Elsteraue wurde 1994 gegründet.
Mit Gründung der Einheitsgemeinde Schkopau hörte am 1. Januar 2005 die Verwaltungsgemeinschaft Saale-Elsteraue auf zu bestehen. Zu dieser Verwaltungsgemeinschaft mit reichlich 10.000 Einwohnern gehörten neben Schkopau die vormals selbständigen Gemeinden Burgliebenau, Ermlitz, Korbetha, Raßnitz und Röglitz. Größter Industriebetrieb ist das zum Dow-Konzern gehörige Chemiewerk, Nachfolger der einstigen Buna-Werke.